# Cementerio La Piedad
El cementerio La Piedad es la necrópolis más grande de la ciudad de Rosario, Argentina. Ocupa una extensión cercana a 24 ha y cuenta con unas 40.000 sepulturas aproximadamente.

## Historia
Se inauguró en 1886 con el nombre de Enterratorio Municipal en terrenos que fueron donados por Antonio Torrigino y por la familia Aldao. La construcción del mismo finalizó en 1897 y recién en 1907 se le cambió el nombre por el actual.

## Obras de arte
Dentro del cementerio se pueden encontrar obras del escultor ítalo-argentino Erminio Blotta, entre ellas:
- 1923: busto de la madre del Dr. Fernando Ruiz.
- 1931: placa alegórica de José Tudino.
- 1936: placa alegórica al consejero Aníbal Damini.
- 1939: placa monumental alegórica en recuerdo «A los caídos del movimiento revolucionario del 29 de diciembre de 1933».
- 1942: placa con retrato del dirigente obrero Cándido Menéndez.
- 1966: placa del pintor Santiago Minturn Zerva.

### Simbolismo masónico
También[cita requerida] se puede advertir la presencia de simbolismo masónico dentro del cementerio; dos ejemplos de eso son una bóveda con un delta, y un panteón masónico en estado de abandono. Dicho panteón posee una forma rectangular con tres triángulos superpuestos en su centro, y en su entrada puede observarse un frontón triangular con un compás y una escuadra, encontrándose los mismos símbolos en cada hoja de la puerta.

## Monumentos
- Rastreador ARA Fournier.
- Víctimas 20 y el 21 de diciembre de 2001.

## Personalidades sepultadas
- Vicente Medina (1866-1937): poeta y dramaturgo hispano-argentino.[3][4]
- Leónidas Gambartes (1909-1963) artista argentino
- Waldino Aguirre (1920-1977) futbolista argentino.[5]
- Reynaldo Uribe (1951-2014) poeta argentino.[6]
- César Caggiano (1894-1954) artista argentino.
- Luisa Lallana (1910-1928) obrera portuaria, activista anarquista, víctima de la represión obrera en el puerto de Rosario.[7]
- Higinio Alberto Maltanares "Cachilo"(1927-1991) poeta[8]
- Joaquín Penina (1905-1930) obrero anarquista.[9][10]
- Fabricio Simeoni (1974-2013) escritor y periodista argentino.[11]
- Domingo Federico (1916-2000) compositor, bandoneonista y director de orquesta argentino.[12]
- Sandra Cabrera (1970-2004) dirigente sindical de trabajadoras sexuales.[13][14][15]
- Juan Antonio Manzur (1918-1982) compositor, pianista y director de orquesta de tango.
- Luis Acosta García (1895-1933) compositor, payador.[16]
- Gabino Sosa (1899-1971) futbolista argentino.[17][18]
- Andrea Fiorino (1965-2024) actriz.[19]
- Marcos Lenzoni (1894-1924) poeta.[20]